# 자주빛얼굴랑구르
자주빛얼굴랑구르 (Semnopithecus vetulus) 또는 자주빛얼굴잎원숭이는 스리랑카에 서식하는 구세계원숭이의 일종이다. 이들은 꼬리가 길며 나무 위에서 사는 수목형 동물로, 주로 다갈색을 띠며 눈 주위 얼굴 색은 짙은 반면에, 아래쪽 얼굴은 좀 연한 편이다. 큰 소리로 울부짖기 때문에, 특히 고지대에 사는 종, 표범과 같은 맹수의 포효 소리로 착각할 수가 있다. 한때는 콜롬보 근교와 습윤지대 마을에서 흔히 발견되는 종이었지만, 급속한 도시화로 멸종 위기에 놓여 있다. 음식을 매우 가리는 것으로 알려지고 있으며,이들의 분포 지역은 인간이 이들의 서식을 잠식하면서 크게 줄어 들고 있으나, 그럼에도 불구하고 호르톤 평원 국립공원에 있는 산악 지대의 신하라자, 키툴갈라 또는 갈레 시의 우림에서는 아직 볼 수 있다.

## 아종
4종의 아종이 있다.
- 남부저지대습윤지대자주빛얼굴랑구르 (S. v. vetulus)
- 서부자주빛얼굴랑구르 또는 북부저지대습윤지대자주빛얼굴랑구르 (S. v. nestor)
- 건조지대자주빛얼국랑구르 (S. v. philbricki)
- 저산대자주빛얼굴랑구르 또는 곰원숭이 (S. v. monticola)